# Zerg
Zerg es una de las tres razas del videojuego StarCraft, junto con los Terran y los Protoss. Fue creada por los antiguos Xel'Naga y es originaria del planeta Zerus.
Su modo de juego es peculiar ya que no se pueden edificar en cualquier sitio, sólo sobre la biomateria Zerg; no se reparan, sino que se regeneran; y las unidades se generan a partir de larvas disponibles únicamente en el edificio básico Zerg (criadero). La biomateria es una red de suministro constituida por venas, conductos, órganos y líquidos vitales que dotan de sustento a las construcciones Zerg para poder funcionar. La biomateria se expande gracias a las colonias de biomateria, que opcionalmente pueden mutar a defensas biológicas estáticas, tanto terrestres (colonia hundidas), como aéreas (colonia de esporas); en Starcraft II la biomateria ya no se expande por medio de las colonias de biomateria sino por tumores de biomateria creados por una reina, los criaderos y la habilidad que obtienen los superamos cuando un criadero se actualiza.
Esta raza se expande rápidamente y el costo de sus unidades es mucho menor que el de las demás razas pero al construir cada estructura esta raza tiene que sacrificar un constructor Zángano.
En general, son una raza muy numerosa y rápida, con gran capacidad ofensiva.

## Historia Zerg
(Esta historia es previa al juego original, no revelara ningún argumento de Starcraft o Starcraft:Brood war)

### El Gran Experimento
Decididos a perfeccionar sus conocimientos científicos sobre la evolución protogenética, la antigua y enigmática raza conocida como los "Xel'Naga" viajó al distante mundo limítrofe de Aiur. En las enormes junglas de Aiur habían producido la raza más avanzada conocida por los Xel'Naga. Creyendo que podrían dirigir la evolución de esa raza hasta la cumbre de la perfección física, los Xel'Naga empezaron con sus experimentos protogenéticos. La raza que los Xel'Naga acabaría llamando "Protoss" evolucionó rápidamente y disfrutaba de lo que sus creadores llamaron "pureza de forma".
Desgraciadamente, los Xel'Naga llevaron demasiado lejos sus experimentos. La inherente esencia y la capacidad sintiente de los Protoss se desarrolló con demasiada rapidez, produciéndose una amarga disensión y burla entre ellos y sus creadores. Los Xel'Naga llegaron a la conclusión de que la "pureza de forma" que ellos querían crear había sido contrariada por un problema de esencia y de ahí que decretaran que los Protoss eran, en realidad, una "creación fallida". Los Xel'Naga abandonaron a sus hijos enviándolos al vacío.

### El nacimiento de los Zerg
Tras viajar miles de años luz por el interior del ardiente núcleo de la galaxia, los Xel'Naga acabaron asentándose en el mundo de Zerus. Los Xel'Naga decidieron continuar con su Gran Experimento evolutivo, solo que esta vez ignoraron sus dogmas en cuanto a la forma física y se centraron principalmente en la búsqueda de una "pureza de esencia". Estacionados en sus enormes naves muy por encima de Zerus, los Xel'Naga empezaron una vez más a desafiar las artimañas del destino. 
Los Xel'Naga consiguieron más éxito con su segunda empresa de lo que ellos podrían haberse imaginado, trabajando esta vez para acelerar la evolución de la forma de vida más insignificante de Zerus, una raza de insectoides en miniatura conocida como los Zerg. Gracias a las manipulaciones protogénicas de los Xel'Naga, los Zerg sobrevivieron a las continuas tormentas de fuego de su mundo y evolucionaron. A pesar de ser extremadamente pequeños, de su aspecto de orugas y de su incapacidad para manipular físicamente su entorno, los Zerg se adaptaron y sobrevivieron. Los Zerg desarrollaron la habilidad de enterrarse en la carne de las especies indígenas menos vulnerables de Zerus alimentándose de los nutrientes contenidos dentro de los fluidos vitales uniéndose como parásitos. Cuando fueron capaces de controlar los procesos metabólicos y anatómicos de sus anfitriones, los Zerg utilizaron sus nuevos cuerpos para manipular el entorno.
A medida que los Zerg incorporaban a más y más criaturas anfitrionas en sus rebaños, empezaron a asimilar sus diversos procesos y cepas genéticas. La química de los Zerg empezó a mutar y a adaptarse al volumen del nuevo material genético que estaba siendo procesado. Sin embargo, a pesar de la gran variedad de criaturas anfitrionas, existía siempre un impulso innato a consumir solamente las especies más avanzadas evolutivamente con las que se encontraban. Los Zerg eran innatamente selectivos en cuanto a que especies consumir asegurándose en cada etapa del desarrollo que ellos estaban siempre en la parte superior de la proverbial cadena alimenticia. Cualquier raza encontrada por los Zerg que no fuera considerada como válida de asimilación fue erradicada para purificar aún más la raza.
Pero pronto los Xel'Naga descubrirían algo muy alarmante. Las razas originales asimiladas por los Zerg apenas eran reconocibles después de solo unas cuantos generaciones de su ingestión. De alguna manera, los Zerg habían desarrollado la habilidad de sobrecargar y dirigir los latentes procesos evolutivos existentes dentro de sus criaturas anfitrionas. Las criaturas anfitrionas sufrieron los efectos de grandes mutaciones físicas que hicieron que a todas las especies Zerg les crecieran púas perforadoras de blindaje, miembros afilados como cuchillas y caparazones ultra densos. Tras un sorprendente corto espacio de tiempo, las especies evolucionaron hasta parecer una sola raza terriblemente voraz.

### La Supermente
Los Xel'Naga, recordando demasiado bien que sus fallos con los Protoss fueron el resultado de accionar con demasiada rapidez la capacidad sintiente de las especies en desarrollo, decidieron seguir otro camino con los florecientes Zerg. En su intento por evitar los peligros potenciales de diferentes egos, los Xel'Naga estructuraron el sentir colectivo de los Zerg dentro de una "Supermente" unificada. La Supermente se convirtió en un ser semi-sintiente que representaba los instintos e impulsos primarios de todas las cepas Zerg. Con el tiempo, la Supermente desarrolló los rudimentos de personalidad de un intelecto avanzado. Aunque la Supermente dirigía las acciones de todas las criaturas de la colmena, lo hacía a través del uso de agentes secundarios. La Supermente creó una nueva raza Zerg para facilitarles la comunicación directa con sus creaciones. Estos Zerg Cerebrados eran grandes versiones de los insectoides originales Zerg y fueron diseñados para procesar y ejecutar las distintas funciones de la Supermente. Cada Cerebrado tenía un único objetivo, como por ejemplo defender la colmena, buscar cepas potenciales, producir más guerreros o erradicar toda forma de vida. A los Cerebrados se les dio entonces la posibilidad de construir sus propios enjambres de colmenas y llevar a cabo sus supuestas agendas. Con el tiempo, estas desarrollaron personalidades que correspondían a sus impulsos primarios. Sin embargo, los Cerebrados seguían siendo genéticamente incapaces de neutralizar o ignorar las órdenes de la Supermente.
La cadena Zerg de mando se extendió a medida que nuevas razas eran incorporadas al enjambre. Los Cerebrados a su vez, empezaron a utilizar agentes secundarios a los que encargarles sus tareas. En cuanto a defensa y productividad de la Colmena, los Cerebrados utilizaron a las Reinas para asegurar aún más su control sobre los enjambres. Las Reinas supervisaban las actividades de los Zánganos a lo largo de las cadenas de recursos de la Colmena. En tiempos de guerra, los Cerebrados utilizaban a los Superamos para que transmitieran directamente sus órdenes a los múltiples guerreros del enjambre. La Supermente no solo dirigía a los guerreros Zerg a la guerra sino que además planeaba sus ataques contra sus enemigos. Al igual que los Cerebrados seguían a la Supermente, las Reinas y los Superamos eran incapaces de desobedecer las órdenes de sus Cerebrados. Este rígido sistema de mando llevó a los enjambres a una eficacia máxima y salvaje.
Como los enjambres seguían creciendo y fortaleciéndose, la Supermente empezó a pensar en su propio futuro, y se dio cuenta de que en pocos siglos su raza había conseguido asimilar toda forma de vida indígena de Zerus. La Supermente supo entonces que para poder seguir desarrollando el enjambre, los Zerg deberían salir de Zerus. Y así fue como empezó a explorar el espacio exterior con sus sentidos en busca de algo, de cualquier cosa que permitiera al enjambre Zerg salir de su mundo natal. Y esa oportunidad llegó pronto. Una forma de vida viajera del espacio pasó por el sistema Zerus, y la Supermente la invocó.
Atraída al desolado mundo por una baliza fue rápidamente asimilada por el enjambre. La existencia de colmenas súper densas y la capacidad de existir en el vacío reforzó la reserva genética del enjambre. Pronto los guerreros Zerg estuvieron en condiciones de sobrevivir en el espacio. De este importante momento en el desarrollo de los Zerg fueron testigos los Xel'Naga. Los Zerg, a pesar de su pobre aspecto físico, habían conseguido no solo sobrevivir sino retener la pureza de sus terribles esencias. Los Xel'Naga supieron entonces que habían logrado su objetivo.

### La caída de losXel'Naga
El orgullo de los Xel'Naga por sus logros acabó siendo su perdición. La Supermente, mientras se expandía lentamente por el vacío del espacio, tomó conciencia de las enormes naves mundo que se cernían amenazadoramente por los cielos de Zerus. Los Xel'Naga, a pesar de mantener a la Supermente estrechamente vigilada se quedaron horrorizados al descubrir que esta ya había roto sus enlaces psíquicos, escondiéndose efectivamente de su vista. Su necesidad de consumir y de alimentar sus crías, llevó a la Supermente a lanzar sus enjambres Zerg especiales contra los desprevenidos Xel'Naga. La antigua raza hizo todo lo que pudo por cambiar el curso del continuo ataque de los Zerg pero al final todos sus esfuerzos fueron en vano. Oleada tras oleada de enjambres Zerg martillearon los cascos de las naves Xel'Naga hasta que estos empezaron a debilitarse. Y en solo unas cuantas horas más, los Zerg habían destruido las defensas de sus creadores y habían aniquilado a la flota Xel'Naga.
Como gran parte de la raza Xel'Naga fue consumida por el violento torbellino genético de los Zerg, la Supermente conoció los saberes y percepciones de sus maestros. La Supermente procesó a miles de seres sintientes dentro de sí haciéndose mucho más poderosa de lo que jamás se habría imaginado. Además, descubrió el secreto de los sagrados Cristales Khaydarin, y empezó a incorporar las energías de estos cristales en sí misma. A través del profundo conocimiento de la evolución y de la fisiología protogenética conseguido a través de los Xel'Naga, la Supermente decidió incrementar el nivel sentiente en muchas de las cepas superiores de Zerg, aunque siguieran estando bajo su control.
Diseccionando las memorias de los Xel'Naga, la Supermente conoció las múltiples razas que en uno u otro momento habían entrado en contacto con esta antigua raza. Los Xel'Naga poseían una detallada historia genética de cada raza, ofreciendo a la Supermente un claro conocimiento de sus respectivas fuerzas y debilidades. Y lo que es más importante, la Supermente supo de una raza extremadamente poderosa que vivía cerca del borde de la galaxia, conocida simplemente como los Protoss. La Supermente sabía que los Protoss y Zerg acabarían participando en un inevitable y apocalíptico conflicto.

### El Determinante
Los Zerg abandonaron el ardiente y estéril mundo de Zerus y sembraron el terror y la ruina en todos los planetas por los que pasaron, en su largo camino hacia el mundo de los Protoss. A medida que avanzaban lentamente por la vacía oscuridad y entre las estrellas, los Zerg tan solo asimilaron a las razas más fuertes con las que se encontraron. El enjambre siguió creciendo, aumentando de tamaño y de potencia. Durante su avance, la Supermente enviaba sondas de espacio profundo que exploraban por delante del enjambre, buscando nuevos mundos a saquear.
A pesar de sus innumerables victorias, la Supermente estaba muy molesta porque sabía que los Protoss se habían convertido en una raza casi psiónica, capaz de desolar y distorsionar el mismo tejido de la realidad a su antojo. Y aunque buscó una forma de contraatacar el enorme poder de los Protoss, no encontró ninguna respuesta entre las cepas genéticas que devoraba.
Al borde de la desesperación, la Supermente hizo un increíble descubrimiento. Una de sus sondas de espacio profundo había transmitido la posición y estadísticas vitales de una raza que ocupaba una serie de mundos no descritos justo debajo de la sombra de los Protoss.
La nueva raza, llamada Humanidad, o simplemente Terran, provenientes y descendientes de los humanos de la lejana Tierra estaba a solo unas pocas generaciones de convertirse en una raza con poder psiónico radical. Pero la Supermente también sabía que la Humanidad seguía estando en sus estadios infantiles con escasa capacidad hasta para defenderse a sí misma contra sus voraces enjambres. Aunque fuera una especie de corta vida y de aspecto frágil, la Supermente sabía que la Humanidad sería el determinante final de su victoria sobre los Protoss. Si pudiera asimilar la potencia psiónica de la Humanidad, la Supermente podría luchar contra los Protoss al mismo nivel.
Y así fue como los enjambres Zerg se pusieron lentamente en marcha hacia los florecientes mundos de la Humanidad. El viaje duró 60 años, pero al final, el enorme y extendido enjambre Zerg llegó a las fuerzas del Sector Koprulu de los Terran. A través de sus exploradores, la Supermente descubrió que los humanos moraban en una docena de mundos diferentes dentro del Sector. Sembrando la atmósfera del planeta llamado Chau Sara con las básicas colmenas de esporas, la Supermente empezó a tramar su plan maestro que le permitiría esclavizar a la Humanidad. Las esporas cayeron gradualmente a la superficie de Chau Sara y lo saturaron de mortales toxinas alienígenas. 
Aunque los colonos Humanos no tenían ni idea de que los Zerg habían infestado el suelo de su mundo, los Zerg empezaron a descender en la superficie del planeta y a construir sus extrañas estructuras y colmenas. Cuando la infestación de la colonia estaba muy avanzada, la Supermente envió a sus cerebrados los otros mundos cercanos. Insidiosos y escurridizos en sus tareas, los cerebrados de la Supermente pronto habían plagado los mundos coloniales de Chau Sara, Mar Sara, Brontes, y Dylar IV. Pero, desde el exterior del frío vacío del espacio emergió una enorme flota de naves bélicas Protoss para luchar contra las invasoras fuerzas Zerg. La Supermente, ansiosa por aprender el máximo posible de los enigmáticos Protoss, permitió que estos detuvieran el plan de infestación inicial. Manteniendo a sus voraces guerreros en la bahía, la Supermente observó cómo los Protoss arrasaban la colonia de Chau Sara. No obstante, los Protoss eran conscientes de que las colmenas de esporas ya habían arrasado el planeta, y para evitar más plagas quemaron todo el planeta. 
Acción tan decisiva agradó a la Supermente, que estaba maravillada de ver cómo los Protoss lo habían arrasado todo con tanto estilo y poder. Sabiendo que el conflicto venidero sería el mayor desafío de su existencia, la Supermente retiró sus fuerzas para observar cómo reaccionaban los Protoss, y la Humanidad.

## StarCraft

### Unidades Zerg

#### Unidades terrestres
- Larva: Unidad que se crea automáticamente en la colmena. De ella mutan todas las démas unidades. No ocupan población y solo puede haber 3 por colmena al mismo tiempo.

- Zángano: (también llamado Obrero) Unidad no ofensiva cuya tarea consiste en la recolección de Mineral y Gas Vespeno. Son los encargados de mutar en las diferentes edificaciones.

- Zergling: (también llamado Zerguezno) Unidad de ataque cuerpo a cuerpo básica de los Zerg. Son pequeñas criaturas de rápida producción (nacen dos zerglings por huevo) y aunque individualmente son débiles, en grupos numerosos son capaces de destruir bases enemigas enteras.

- Hidralisco: Unidad muy versátil de ataque a distancia que puede atacar tanto objetivos terrestres como aéreos, aunque es débil contra unidades cuerpo a cuerpo, en manada son difíciles de matar.

- Corruptor: (también llamado Profanador) Unidad que carece de ataque especializada en componentes bacteriológicos. Entre otras habilidades, puede crear el Enjambre Tétrico, el cual es una nube naranja que protege a las unidades Zerg, el otro es Hierve Sangre la cual afecta cierto rango de unidades o edificios las cuales lentamente reciben un daño bordeando los 300, sin embargo nunca llegan a morir por esta habilidad y la última habilidad es Consumir, la cual mata a una unidad amiga para recibir 50 puntos de energía.

- Plaga Terran (también llamado Terran Infestado): Solo se crean en Centros de Mandos Terran previamente infestados por una Reina Zerg. Se considera una unidad suicida, que estalla al tropezar con cualquier enemigo o construcción. Se pueden curar por sí solos, usan Madriguera y aunque siempre mueren en el ataque, causan un daño expansivo muy potente, dañando a cualquier unidad o edificio dentro de ese rango, incluso unidades propias.

- Cría: (también llamado Ácaro) Cuando la Reina utiliza la habilidad Engendrar, la víctima muere y surgen dos crías al mando de los Zerg, son débiles y tienen tiempo de duración (energía limitada). Toda unidad terrestre enemiga o amiga que sea alcanzada por esta habilidad será destruida y transformada en dos crías.

- Merodeador: (también llamado Acechador) Unidad incluida en la expansión Brood War. Es una mutación del Hidralisco con forma de araña que solo ataca a unidades terrestres tras enterrarse en el subsuelo. Utiliza como arma púas subterráneas que pueden hacer daño a múltiples unidades al emerger repentinamente en una hilera. Gracias a esta mutación el Merodeador se hace invisible a los ojos de sus rivales y la única manera de poder detectarlo es utilizando un detector o unidades con capacidad de visión, como es el caso de un observador protoss.

- Ultralisco: El Ultralisco es la unidad más poderosa de la raza Zerg. Sirve como carnada para atacar bases enemigas ya que son muy resistentes, con 400 puntos de vida. Su ataque es de cuchillas kaiser las cuales tienen un poder de daño de 20 (con sus mejoras suben +9). En Brood Wars contiene 2 mejoras para su velocidad y su coraza. Existe una versión altamente mejorada llamada "Torrasque". Esta rara pero poderosa criatura tiene el mismo aspecto que un ultralisco común, pero sus puntos de vida son 800 y su ataque de cuchillas kaiser hace 50 de daño (y con mejoras +9). Con las mejoras a su caparazón, alcanza una resistencia de 9. Solo aparecen en dos ocasiones durante la expansión: en la misión final de la campaña terran son los peores enemigos que hay allí creados por un cerebrado, y al matar a uno automáticamente reencarna y vuelve a atacar. Son muy difíciles de destruir ya que se necesita mucha potencia de fuego para destruirlos. Su otra aparición ocurre en la campaña Zerg en donde se controla a uno. Su única debilidad es su incapacidad de defensa contra unidades aéreas, pero aun así son enemigos muy formidables.

#### Unidades aéreas
- Superamo: (también llamado Amo Supremo) Unidad de transporte Zerg. Ejerce un control desconocido sobre los Zerg normales, lo que permite aumentar la población. También sirve de detector, visualizando unidades invisibles, como son los observadores protoss o los templarios invisibles. No posee ningún tipo de ataque. Puesto que las unidades zerg requieren Superamos para reproducirse, destruir a estos limita la capacidad de ampliarse a un ejército zerg.

- Mutalisco: Unidad versátil y rápida pero de corto rango de ataque y bajo daño. Se usa para escaramuzas y ataques numerosos, además tiene la habilidad de atacar a tres unidades simultáneamente ya que el ataque rebota en las unidades 3 veces (cada rebote del ataque reduce el daño causado inicialmente por este). Ataca tanto unidades aéreas como terrestres.

- Atormentador: (también llamado Azote u Hostigador) Unidad pequeña y de rápida producción (nacen dos por huevo). Ataca suicidándose contra las unidades aéreas y habitualmente es necesario sacrificar varias para que logren su objetivo, lo cual está inducido por su bajo coste. Con la expansión StarCraft: Brood War aumentan sus puntos de vida. Dejar algunos de ellos en modo patrulla, donde vuelan entre dos puntos predefinidos, asegura una vigilancia del espacio aéreo para no ser invadidos por unidades enemigas.

- Guardián: Evolución del mutalisco. Tiene alto rango y poder de ataque, sólo ataca unidades terrestres. Podrán ser lentos pero son muy valiosos por su increíble potencia de fuego, destruyendo edificios y unidades enemigas con sólo unos pocos disparos. Además tiene la habilidad de poseer un gran alcance, pudiendo atacar defensas terrestres (como cañones protoss) desde una distancia prudencial donde no sufren daños.

- Devorador: Solo disponible con la expansión StarCraft: Brood War. Es una evolución del mutalisco. Sólo ataca a unidades aéreas y tiene un efecto expansivo, que genera esporas ácidas, que debilitan el blindaje de la víctima a 1, siendo el máximo 9 (además ralentiza la velocidad de ataque de las unidades afectadas). Los antiaéreos los derriban fácilmente si no están acompañados de defensas adicionales.

- Reina: Unidad aérea capaz de infiltrar parásitos en los enemigos para usarlos como espías. De esta forma, infestar un superamo enemigo o un transporte de cualquier raza asegurará que nos va mostrando el mapa por allí por donde pasa, descubriendo las ciudades y emplazamientos enemigos. Tiene otra capacidad para destruir una unidad enemiga metamorfoseándola en un par de Crías Zerg, a ella se le suma la habilidad de ralentizar cualquier tipo de unidad enemiga y plagar un centro de mando terran que se encuentre parcialmente dañado.

### Estructuras Zerg
Es importante destacar que todas las estructuras Zerg, al tratarse de organismos vivos, se auto-regeneran cuando no sufren ningún ataque. 

#### Estructuras básicas
- Criadero (Larvario): Estructura en donde nacen las Larvas. También se desarrolla allí la habilidad Madriguera. Se muta después a Guarida después de construir la Reserva de Reproducción.

- Guarida: Estructura que tiene casi todas las funciones del Criadero a excepción de desarrollar nuevas habilidades. Puede desarrollar habilidades solo para el Superamo. Se muta a Colmena después de construir el Nido de la Reina. Además crea un perímetro de biomateria para extender la base.

- Colmena: Estructura bastante resistente y que cumple las mismas funciones del Criadero a excepción de las habilidades. Permite la construcción de nuevas estructuras y unidades.

- Reserva de reproducción (Estanque de engendración): Construcción que permite evolucionar Larvas a Zerglings y donde se puede desarrollar nuevas habilidades para estos. Es el prerrequisito para poder construir la guarida de hidralisco Zerg. Esta construcción además provee las siguientes mejoras para los Zerlings:

1. Células de adrenalina: permiten al zergling atacar más rápido, y así causar daños más rápido. Cuando atacan en grupo su poder se hace muy fuerte pero vulnerable a los ataques aéreos. Esta vulnerabilidad puede mitigarse mediante la utilización de hidraliscos a modo de defensa.
2. Movimiento veloz: permiten al zergling moverse más rápido.

- Cámara de evolución: Construcción en donde se puede mejorar los niveles de desarrollo (mejorar caparazones, mejorar ataque con garras y mejorar ataque con púas), también otorga la creación de las colonias de esporas.

- Extractor: Se construye en un géiser de Gas Vespeno para refinarlo y extraerlo.

- Colonia de biomateria (Colonia de talo): Estructura precursora de las Colonias Hundidas y de las Colonias de Esporas. Además crea un perímetro de biomateria para extender la base.

- Colonia hundida (o sumergida): Construcción defensiva contra tierra. Una estructura defensiva estática capaz de realizar ataques a unidades de tierra a través de unas púas que surgen desde el suelo. Provoca mucho daño, comparado con otras defensas. Requiere solo la Reserva de reproducción.

- Colonia de esporas: Construcción defensiva contra aire. Una estructura defensiva estática capaz de atacar a unidades aéreas lanzando esporas con una tasa de disparo muy alta. Puede detectar unidades ocultas o invisibles. Es más resistente que otras estructuras defensivas. Requiere la Cámara de Evolución.

- Guarida de hidralisco (cubil de hidraliscos): Permite mutar Crisálidas a Hidraliscos, así como mejorar las habilidades de éstos: mejora la velocidad y el radio de ataque. Para Brood War, permite desarrollar la habilidad de mutar el hidralisco a Merodeador. Requiere la Guarida.

#### Estructuras avanzadas
- Nido de la reina: Construcción que permite desarrollar Reinas y las habilidades de éstas, requiere Guarida y es requerimiento para Colmena.

- Espiral: Permite crear a los Mutaliscos y Atormentadores, también desarrollar ataque y defensa aérea.

- Espiral mayor: Permite a los Mutaliscos evolucionar en Guardianes y en la expansión a los Devoradores.

- Canal nydus: Conducto que permite crear un túnel para transportar unidades terrestres instantáneamente hasta el otro extremo de ese canal siempre y cuando exista biomateria zerg para su construcción. Por lo tanto habrá que tener al menos un criadero para que genere una zona de biomateria zerg donde se quiere situar la otra salida del Canal nydus. Estratégicamente es muy importante, al mover grandes cantidades de unidades defensivas de una zona "segura" a otra zona que esté sufriendo un ataque sin necesidad de tener un ejército defensor en cada colmena construida. Si un Nydus es destruido por el enemigo, se pierde el otro extremo del conducto.

- Montículo del corruptor: Permite crear a los Corruptores y sus mejoras biológicas.

- Caverna del ultralisco: Permite crear a los Ultraliscos y en la expansión se les puede mejorar armadura y velocidad

## StarCraft II

### Unidades Zerg

#### Unidades terrestres
- Larva: Se transforma en todos los tipos de unidades zerg disponibles. Creada automáticamente del Larvario (Guarida y Colmena), además de ser engendrada manualmente por las Reinas.

- Zángano/Obrero: Tiene la capacidad de recolectar minerales y gas vespeno. Puede convertirse en estructuras zerg, pero es consumido durante el proceso. Las mejoras al Larvario le permiten transformarse en estructuras más avanzadas. Obtiene la facultad de enterrarse una vez que investigues Enterrar. Esto les permite fungir como observadores, obstruir expansiones enemigas potenciales o esconderse para erigir una expansión más adelante.

- Zergling/Zerguezno: Veloz unidad de ataque terrestre. Barata y rápida, pero frágil individualmente. Es posible aumentar su velocidad de movimiento a través del Estímulo Metabólico, lo que les permite rodear al enemigo con mayor facilidad, así como alcanzar a las unidades que intenten escapar. Reciben un aumento a su velocidad de ataque por medio de Glándulas Adrenales. Obtiene la facultad de enterrarse con la mejora Enterrar. Puede transformarse en Uetzi con la mejora Enterrar.

- Reina: Unidad de apoyo. Proporciona capacidad antiaérea en el periodo inicial del juego, muy valiosa como auxiliar en la defensa de la base. Puede aumentar la velocidad de producción gracias a su facultad de Engendrar Larva. Posee la facultad de crear Tumores de Talo, los cuales sirven para diseminar dicha sustancia. Tal acto permite ampliar el área disponible para construir estructuras y aumenta la velocidad de movimiento de los zerg que se encuentren sobre él. El uso de dichos tumores puede también entorpecer la expansión del enemigo, ya que solo los zerg pueden colocar estructuras sobre el Talo. Tiene la capacidad de sanar unidades o estructuras con su facultad de Transfusión. Obtiene la capacidad de enterrarse una vez que investigues la mejora Enterrar.

- Hidralisco: Unidad de ataque a distancia que causa mucho daño. Capaz de atacar unidades aéreas y terrestres. Es posible aumentar su distancia de tiro por medio de Espinas Acanaladas. Puede enterrarse una vez que investigues la mejora Enterrar.

- Pesteling/Uetzi: Unidad terrestre de demolición. Al detonar, su daño es por proximidad (menor daño en un área pequeña alrededor del centro de la explosión). Obtienen la capacidad de enterrarse una vez que investigues Enterrar. Tienen la posibilidad de volverse más veloces con la mejora Ganchos Centrífugos.

- Cucaracha: Unidad terrestre con ataques de corto alcance. Puede enterrarse con la mejora Enterrar y moverse bajo tierra con la mejora Garras Excavadoras. Regenera sus puntos de salud mucho más rápido cuando se encuentra enterrada. La mejora Reconstitución Glial aumenta su velocidad de desplazamiento cuando no está bajo tierra.

- Asolador: Unidad terrestre con ataques de corto alcance. Muta desde la cucaracha. Puede utilizar bilis corrosiva, esta habilidad inflige 60 de daño en una pequeña área, destruye los campos de fuerza Protoss. Puede enterrarse con la mejora Enterrar.

- Infestador: Unidad de apoyo terrestre. Capaz de enterrarse y moverse enterrada una vez que investigues Enterrar, pero no puede utilizar la mayoría de sus habilidades. Es posible emplear Terrans Infestados para lanzar ataques sorpresivos contra trabajadores o estructuras del enemigo. Gracias a su facultad de Parásito Neural, el jugador zerg puede obtener el control de una unidad terrestre del enemigo. Esto también afecta a los trabajadores del oponente y podrás usarlos para construir edificios de las otras razas. Efectivos para inmovilizar unidades rápidas y causarles daño con la facultad Crecimiento Fungoideo. La mejora Glándulas Patógenas permite que engendres Infestadores con más energía para utilizar facultades.

- Oruga Nydus/Gusano Nydus: Capaz de transportar una cantidad ilimitada de cualquier tipo de unidades terrestres, pero las descarga una por una. Todas las unidades que se encuentren dentro de la red subterránea perecerán si la Red Nydus y todos los Gusanos Nydus son destruidos.

- Ultralisco: Unidad terrestre de combate melé. Sus ataques de ‘efecto de área’ dañan a múltiples objetivos terrestres a la vez y es letal contra unidades básicas (Zelots, Marines, Zergueznos). Puede eterrarse una vez se investigue Enterrar. Gracias a su tamaño masivo, el Ultralisco puede destruir los Campos de Fuerza. También, son inmunes a los efectos de aturdimiento y al control mental.

- Gestador/Huésped del Enjambre: Unidad terrestre que se entierra para no ser detectada mientras que al mismo tiempo genera periódicamente insectos para que ataquen a los enemigos. Solo disponible en la expansión Heart of the Swarm

#### Unidades aéreas
- Superamo/ Amo Supremo: Unidad aérea que proporciona suministros y desempeña funciones como transporte. Aumenta el ‘límite de suministros’ y, por ende, la cantidad de tropas que puedas engendrar. Puede transportar y desplegar unidades zerg con la mejora Sacos Ventrales. La mejora Caparazón Neumático le permite explorar con mayor eficacia, ya que aumenta su velocidad de vuelo. Tiene la capacidad de excretar Talo para incrementar la velocidad de movimiento de las fuerzas zerg y para impedir que los terran o los protoss construyan estructuras en ciertos lugares.

Puede evolucionar a Vigía Supremo para detectar unidades enterradas o camufladas
- Supervisor/Vigía Supremo: Unidad de detección móvil. Capaz de detectar unidades enterradas y camufladas. Gran velocidad de desplazamiento en comparación con los Amos Supremos; ideal como explorador. Puede engendrar la unidad ‘Cambiaformas’, capaz de infiltrarse en bases enemigas o contingentes de tropas. Puede contaminar estructuras enemigas, impidiendo temporalmente que éstas entrenen nuevas unidades o investiguen mejoras.

- Mutalisco: Unidad aérea primaria. Sus ataques rebotan y golpean a varios objetivos en secuencia.

- Envilecedor/Corruptor: Unidad voladora de superioridad aérea. Provoca que los enemigos reciban daño extra gracias a la facultad Corrupción/Envilecer. Puede transformarse en Amo de la Colonia, una unidad de ataque aire-tierra.

- Señor de la prole/Amo de la Colonia: Unidad voladora que elimina unidades terrestres. Su evolución proviene del Corruptor. Lanza Ácaros, que causan gran cantidad de daño a las unidades terrestres y además pueden rodearlas, pero no pueden atacar unidades aéreas y tienen un ciclo de vida limitado.

- Víbora: Unidad Voladora que no ataca pero posee 3 habilidades: Nube Cegadora lanza una pantalla de humo en una zona haciendo que los enemigos pierdan el alcance de sus ataques hasta 1, Abducción atrae a una unidad enemiga hacia la Víbora y Consumir extrae vida de una estructura Zerg para darle energía a la Víbora. Solo disponible en la expansión Heart of the Swarm

#### Estructuras
- Criadero/Larvario: Estructura principal donde anidan las larvas para transformarse en cualquier unidad Zerg disponible. Puede mutar en Guarida.

- Reserva de reproducción/Estanque de Engendración: Permite mutar larvas en Zerglings y posee mejoras para ellos.

- Cámara de Evolución: Permite investigar mejoras en los ataques cuerpo a cuerpo y a distancia, como también puede mejorar la armadura (caparazón) de toda unidad Zerg terrestre.

- Extractor: Puede ser creado en un géiser de vespeno para que los Zánganos puedan extraer el compuesto.

- Madriguera de Cucarachas: Permite mutar larvas en Cucarachas y posee mejoras para ellos.

- Nido de Pesteling/Uetzis: Permite mutar Zergling en Pesteling y posee mejoras para ellos.

- Reptador de espinas/Rastrero Punzante: Unidad defensiva que ataca a unidades terrestres causándoles gran daño. Puede levantarse de la tierra y enterrarse en otra zona.

- Reptador de esporas/Rastrero Lanzaesporas: Unidad defensiva con detección que ataca a unidades aéreas causándoles gran daño. Puede levantarse de la tierra y enterrarse en otra zona.

- Guarida: Mutado a partir de un Criadero, permite a los zánganos mutar en estructuras avanzadas. Puede mutar en Colmena.

#### Estructuras Avanzadas
- Fosa de Infestación: Permite mutar larvas en Infestadores y Gestadores, además de poseer mejoras para ellos.

- Guarida del Hidralisco/Cubil de Hidraliscos: Permite mutar larvas en Hidraliscos y posee mejoras para ellos.

- Espiral/Espira: Permite mutar larvas en Mutaliscos y Corruptores. Permite investigar mejoras en los ataques de unidades aéreas, como también puede mejorar la armadura (caparazón) de toda unida Zerg aérea.

- Red Nydus: Estructura que puede albergar cantidad casi ilimitada de Zergs para que luego aparezca en otra zona el Gusano Nydus abriendo un canal de transporte en el subsuelo. Si la Red Nydus perece, todos en su interior también lo harán.

- Colmena: Mutado a partir de una Guarida, permite a los zánganos mutar en Caverna de Ultraliscos y también permite mutar a la Espira en Espira Mayor.

- Caverna del Ultralisco: Permite mutar larvas en Ultraliscos y posee una mejora para ellos.

- Espiral Mayor/Espira Mayor: Permite mutar Envilecedores en Señores de la prole.

- Datos: Q845913